# Australisch-Engels

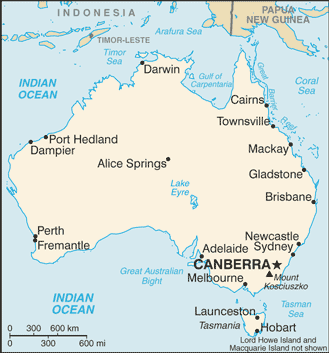
Kaart van Australië

Australisch-Engels (Engels: Australian English, afgekort AusE, AuE, AusEng en en-AU) wordt, als een van de grote varianten van het Engels, in Australië gesproken. Hoewel het Engels geen officiële status heeft in de grondwet van Australië, is Australisch-Engels wel de facto de officiële taal van het land en de moedertaal van de meerderheid van de bevolking.

## Geschiedenis
Het Australisch-Engels begon van het Brits-Engels te veranderen spoedig na de stichting van kolonie in New South Wales in 1788. Deze kolonie was oorspronkelijk als strafkolonie bedoeld. De Britten die veroordeeld waren en naar Australië werden gezonden waren veelal van grote Engelse steden afkomstig, zoals Cockneys uit Londen. In 1827, schreef Peter Cunningham in zijn boek Two Years in New South Wales dat inheems-geboren blanke Australiërs met een distinctieve accent en een woordenschat spraken alhoewel ze ook met een sterke Cockney-invloed spraken. (De strafkolonie duurt tot 1868.) Een veel grotere golf van immigratie, als resultaat van eerste Australische goldrushes, in de jaren 1850, had ook een significante invloed op het Australisch-Engels, met inbegrip van grote aantallen mensen die het Engels als tweede taal spraken. Vanaf toen, heeft het Australisch-Engels meer en meer van externe bronnen geleend.
De zogenaamde amerikanisering van het Australisch-Engels - het ontlenen van woorden, uitdrukkingen en taalgebruik aan het Noord-Amerikaans Engels - begon tijdens de goudkoorts en werd versneld door een grote toevloed van Amerikaans militair personeel tijdens de Tweede Wereldoorlog. De invoer op grote schaal van televisieprogramma's en andere media van de V.S. heeft ook grote gevolgen gehad voor het Australisch-Engels. Hierdoor gebruiken Australiërs vele Britse en Amerikaanse woorden onderling verwisselbaar, zoals trousers/pants ‘broek’ en lift/elevator ‘lift’.
Wegens hun gedeelde geschiedenis en geografische nabijheid, lijkt het Australisch-Engels het meest op Nieuw-Zeelands-Engels.

## Spelling
Zoals het geval is in de meeste Engelstalige landen is er in Australië geen organisatie die op de taal en spelling toeziet. De Macquarie Dictionary wordt door meeste instanties gebruikt als de standaard voor Australisch-Engelse spelling. De spelling leunt dichter aan bij de Britse en Canadese dan bij de Amerikaanse.

## Strine
Strine is een term die in 1964 ontstond en die op het meest platte Australisch-Engels slaat, hetgeen men in Australië het broad accent noemt. De term is een syncope van een overdreven plat uitgesproken 'Australian'.